# خرفار قصبي
فالرْس قصبي أو خرفار قصبي أو الفالاريس القصبي أو عشب القصب الأصفر (الاسم العلمي: Phalaris arundinacea) هو نوع نباتي يتبع جنس الخرفار من فصيلة النجيلية.
وينتشر في المناطق الرطبة في آسيا وأوروبة وأمريكا الشمالية. اسمه العلمي (باللاتينية: Phalaris arundinacea). يعتبر أحد محاصيل المراعي المهمة.